# 遼朝伯爵、子爵、男爵列表
遼朝封爵分國王（二國）、國王（一國）、王、郡王、国公、開國郡公、開國縣公、開國侯（開國郡侯、開國縣侯）、開國伯（開國郡伯、開國縣伯）、開國子（開國郡子、開國縣子）、開國男（開國郡男、開國縣男）十一等十五種。其中，開國伯為第九等（食邑一般為七百戶），開國子為第十等（食邑一般為五百戶），開國男為第十一等（食邑一般為三百戶），不食實封，一般以郡望封之。
下表列出遼朝可考的伯爵、子爵、男爵。

## 開國伯

### 開國郡伯

#### 鉅鹿郡開國伯
- 耿延毅，食邑七百戶

#### 漆水郡開國伯
- 耶律琮，食邑七百戶[2][3]

### 開國縣伯

#### 濟陰縣開國伯
- 董庠，食邑七百戶

#### 隴西縣開國伯
- 李知顺，食邑七百戶

#### 平昌縣開國伯
- 孟初，食邑七百戶

#### 漆水縣開國伯
- 耶律延寧，食邑七百戶
- 耶律宗政，食邑七百戶

#### 清河縣開國伯
- 张思忠，食邑七百戶

#### 太原縣開國伯
- 王觀，食邑七百戶[2][3]

### 封號不詳
- 王执中
- 李偓[2]

## 開國子

### 開國郡子

#### 太原郡開國子
- 王庭鶚，食邑五百戶[2]

### 開國縣子

#### 昌黎縣開國子
- 耶律隆祐，食邑五百戶

#### 汾陽縣開國子
- 郭善利，食邑五百戶

#### 京兆縣開國子
- 杜公謂，食邑五百戶

#### 鉅鹿縣開國子
- 耿延毅，食邑五百戶

#### 蘭陵縣開國子
- 萧旻，食邑五百戶
- 萧德恭，食邑五百戶

#### 隴西縣開國子
- 李位，食邑五百戶
- 李權，食邑五百戶

#### 彭城縣開國子
- 刘日泳，食邑五百戶
- 刘嗣昌，食邑五百戶

#### 平昌縣開國子
- 孟初，食邑五百戶

#### 漆水縣開國子
- 耶律延寧，食邑五百戶
- 耶律元寧，食邑五百戶
- 耶律霞兹，食邑五百戶
- 耶律兴公，食邑五百戶
- 耶律劭，食邑五百戶
- 耶律宗業，食邑五百戶[4]

#### 汝南縣開國子
- 南抃，食邑五百戶

#### 清河縣開國子
- 张峤，食邑五百戶

#### 上谷縣開國子
- 耿紹忠，食邑五百戶

#### 太原縣開國子
- 王寔，食邑五百戶
- 王鼎，食邑五百戶

#### 武威縣開國子
- 石瀚，食邑五百戶

#### 滎陽縣開國子
- 鄭某，食邑五百戶[2][3]

### 封號不詳
- 劉暐
- 马处温
- 史洵直[2][3]

## 開國男

### 開國郡男

#### 范陽郡開國男
- 王鸣凤，食邑三百戶[2]

### 開國縣男

#### 昌黎縣開國男
- 韩佚，食邑三百戶
- 耶律隆祐，食邑三百戶

#### 東平縣開國男
- 呂某，食邑三百戶
- 吕士安，食邑三百戶
- 康文成，食邑三百戶

#### 扶風縣開國男
- 马贻谋，食邑三百戶

#### 高陽縣開國男
- 许从赟，食邑三百戶

#### 廣平縣開國男
- 宋璋，食邑三百戶

#### 京兆縣開國男
- 杜公謂，食邑三百戶

#### 鉅鹿縣開國男
- 耿延毅，食邑三百戶

#### 蘭陵縣開國男
- 萧德恭
- 萧孝恭，食邑三百戶

#### 瑯琊縣開國男
- 王睿，食邑五百戶
- 王說，食邑三百戶
- 王希隆，食邑三百戶

#### 隴西縣開國男
- 李翊，食邑三百戶
- 李君裕，食邑三百戶
- 李儆

#### 南陽縣開國男
- 韩诜，食邑一百戶

#### 彭城縣開國男
- 刘日泳，食邑三百戶

#### 清河縣開國男
- 張檢，食邑三百戶

#### 上谷縣開國男
- 耿绍纪，食邑三百戶

#### 太原縣開國男
- 王庭鶚
- 王诰，食邑三百戶

#### 天水縣開國男
- 趙為幹，食邑三百戶[2][3]

### 封號不詳
- 张俭
- 冯从顺
- 李佺[2]